# Depresiunea Sibiului
Depresiunea Sibiului sau Depresiunea Sibiu-Săliște este regiunea intramontană în care se situează orașul Sibiu și zonele limitrofe, cunoscute sub denumirea generică de "Mărginimea Sibiului". 

## Limitele
- N, E – Podișul Hârtibaciului printr-un abrupt de 150-200 m.
- S – este limitat de Munții Cindrel printr-un abrupt de 300-400 m.
- V, NV – este delimitat de Podișul Amnaș, o subunitate a Podișului Secașelor.

Are două componente: Depresiunea Sibiului și Depresiunea Săliștei. Are o deschidere largă spre N, spre V depresiunea Apoldului.

## Geneza
S-a format în urma adâncirii rețelei hidrografice în formațiunile miocene ale sinclinalului rezultat în urma fazei stirice.

## Relieful
Depresiunea are un caracter suspendat. Se evidențiază trei trepte de relief:
-treapta colinară: este foarte asemănătoare cu relieful colinar din depresiunea Făgărașului. E constituită din câmpii piemontane fragmentate grefate pe depozite miocene.
-treapta câmpiei piemontane: e situat în prelungirea celei precedente. Este alcătuită dintr-o succesiune de conuri piemontane pleistocene în care au fost sculptate terasele din dreapta văilor Săliștei(Râul Negru) și Cibinului. Formațiunile sunt cuaternare.
-treapta de luncă: este situat în lungul văilor Săliște și Cibin și prezintă câteva caractere importante: are caracter de maturitate, cun lunci largi și având tendințade înmlăștinire, lunca Cibinului e dezvoltată aproape în totalitate pe partea dreaptă

## Clima
Este temperată cu medii anuale mai scăzute (6°C), și precipitații medii anuale de 600-700 mm.

## Vegetația
A fost îndepărtată în proporție de 70%. Este răspândită în funcție de treapta colinară (fag, gorun soluri brune luvice), treapta câmpiei piemontane (pajiști secundare, pâlcuri de pădure de stejar și carpen  sol cernoziom levigat), treapta vegetaței de luncă (soluri aluviale, gleice).

## Așezări
Sunt sate din categoria celor mari și foarte mari (Cristian, Orlat, Gura Râului) înființate de populația română. Orașele au fost înființate de sași: Sibiu, Cisnădie, Tălmaciu.
Așezările rurale mari și foarte mari se află în zona Sibiului, și au funcții industriale.

## Transporturile
Se remarcă autostrada A1 și magistrala feroviară 2, din care se desprind legături spre valea Oltului și valea Streiului.
Căile rutiere care le travesrsează: E60 și E81

## Turism:
Este concentrat în special de către orașul Sibiu (cetatea, muzeul Brukenthal și Astra). Zona e importantă turismului prin potențialul antropic al Mărginimii Sibiului, prin ocupațiile tradiționale și gastronomia specifică.